# علي باشا حكيم أوغلي
علي باشا حكيم أوغلي (1689 ـ 13 أغسطس 1758) هو سياسي وقائد عسكري عثماني، شغل منصب الصدر الأعظم للدولة العثمانية ثلاث مرات، كانت الأولى في عهد السلطان عثمان الثالث، والثانية والثالثة في عهد السلطان محمود الأول، كما كان واليًا على مصر.